# U. Nagy Gábor
U. Nagy Gábor (Sárvár, 1957. január 28.–) magyar építész, egyetemi tanár.

## Életpályája
1971–1975 között a budapesti I. István Gimnázium diákja volt. 1976–1981 között a Budapesti Műszaki Egyetem Építészmérnöki Karán tanult. 1981–1986 között az Általános Épülettervező Vállalatnál (ÁETV) Varga Levente műtermében dolgozott. 1982–1984 között a Budapesti Műszaki és Gazdaságtudományi Egyetem Középülettervezési Tanszék külsős óraadó konzulense volt. 1984–1986 között a MÉSZ Mesteriskola VIII. ciklusának résztvevője volt; itt Janáky István és Tomay Tamás oktatták. 1986–1991 között a Műterem I/1 építészirodában Tomay Tamás munkatársa volt. 1991-ben az Őrségbe költözött. 1992-től önálló építész. 2002–2006 között a Magyar Iparművészeti Egyetem Építész Tanszékének külsős oktatója volt. 2004–2008 között a győri Széchenyi István Egyetemen óraadó tanár volt. 2005-től a Budapesti Műszaki és Gazdaságtudományi Egyetem Mesterkurzus megbízott mestere volt. 2010–2012 között a Moholy-Nagy Művészeti Egyetem egyetemi adjunktusa volt. 2011-től a soproni Nyugat-Magyarországi Egyetem Alkalmazott Művészeti Intézetének tanszékvezető egyetemi docense, 2012–2019 között az Intézet igazgatója volt. 2015-től a Széchenyi Irodalmi és Művészeti Akadémia rendes tagja.

## Kiállításai
- 2003-2004 Budapest
- 2007 Pozsony
- 2008 Madrid
- 2012 Őriszentpéter

## Könyvei
- Őrségi Házak I. Az örökség (2006)
- Családi házak (2009)
- Magyarország híres villái (szerkesztette: Puhl Antal; 2013)
- Őrségi házak II. Hagyomány és modernitás (kézirat, 2015)

## Díjai
- Ybl Miklós-díj (2001)[6]
- Molnár Farkas-díj (2004)
- Kós Károly-díj (2005)[7]
- Prima díj (2014)
- Kotsis Iván-emlékérem (2018)[8]
- A Magyar Művészeti Akadémia (MMA) Építőművészeti díja (2018)[9]